# Piediluco

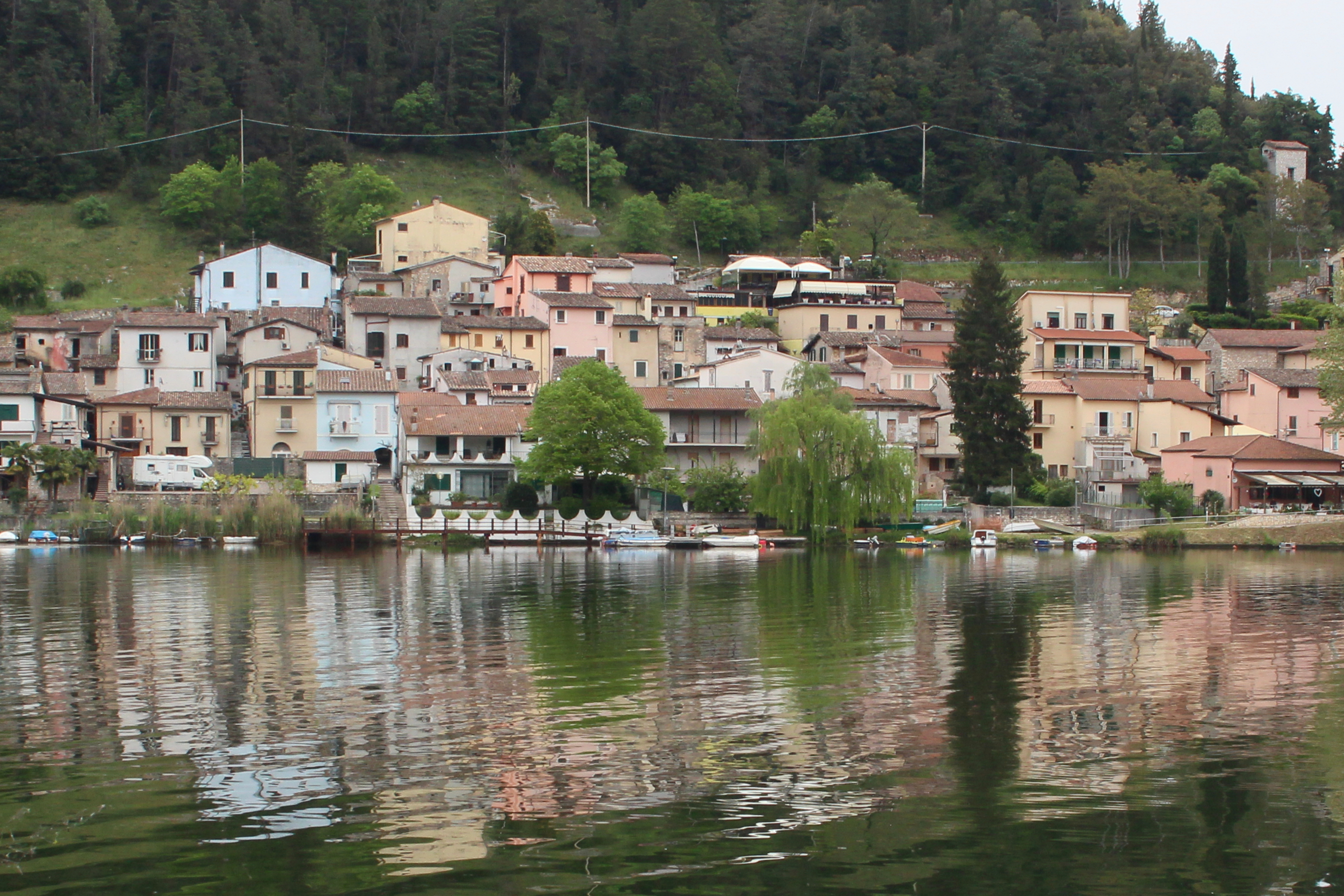
Piediluco, barrio de Terni (TR), Umbría, Italia

Piediluco es un barrio del municipio de Terni (TR), en Italia.
Situado a 375 metros sobre el nivel del mar, cuenta con 523 habitantes. Es conocido por el lago del mismo nombre, cuyas aguas desembocan, junto con las del río Velino, en la Cascada delle Marmore.
Excavaciones arqueológicas en la zona han permitido recuperar restos de ocupación que datan de finales de la Edad del Bronce. Después fue conquistada por los sabinos y, a partir de mediados del siglo III a. C., pasó a los romanos.
En el pasado se practicaba la pesca, que servía para complementar la economía de carácter agrícola. Actualmente, el turismo constituye una fuente importante de ingresos